# 箕田和男
箕田 和男（みのだ かずお、1953年9月26日 - ）は、フリーアナウンサー、飲食店経営者。元琉球放送（RBC）アナウンサー。東京都田無市（現西東京市）出身。東京都立久留米高等学校、國學院大學卒業。愛称はみのかずで自身も本名よりこちらで挨拶するほうが多い。

## 経歴
1978年、琉球放送に入社。
「ナイトヤングメイツ」や「ラジオジャック」などのパーソナリティーを務めたほか、「ザ・ベストテン」や「ビッグモーニング」などのTBSテレビ系列全国ネット番組の沖縄担当リポーターを務め、沖縄県の顔となるアナウンサーとなった。
2013年に定年を迎え、キャリアスタッフ（契約社員）として、引き続き主に日曜日から火曜日にアナウンサーとして勤務していた。2018年9月の誕生日をもって契約期間が終了し、それ以降はフリーアナウンサーとして活動している。
1960年代から80年代の洋楽一般に加え、ソウルミュージックやブラックミュージック、ディスコミュージックには詳しく、自身のラジオ番組では「ゲラッパ・ミノカズ」を名乗り、「パパイヤ鈴木には負けません」と自称したことがあるという。他にも戦国武将を中心とした歴史にも詳しい。酒が好物で詳しく、同局主催のイベントでバーテンダーをしたこともあった。
フリーアナウンサーとなったと同時に、那覇市安里（栄町エリア）に、自身の酒好きと洋楽知識を生かしバーを開業した。箕田自らが接客しているため、ファンが集う場所にもなっている。また、箕田と洋楽番組スポンサーのディスコやホテルと組み、年に数回のディスコイベントをホテルで開催している。
RBC在職中の1981年には「ピエロの恋」で歌手デビューを果たし、1992年に同曲の5代目バージョンまでいくつかの曲を歌っており、中には同僚アナウンサーや、民謡歌手前川守賢（げんちゃん）とのデュエットもある。しかしレコードやCD化された曲は少なく、ほとんどが自身が出演したRBCの主にラジオ番組で流す程度である。
自身のラジオ番組では、くだらないダジャレ（オヤジギャグ）や下ネタを言ったり、ニュースを読む際には感想やコメントを挟むことがある。「ラジオジャック」ではウルトラマンのテーマソングにのせて、「仮面お代官ミノダー」のパロディードラマをやっていたことからウルトラマンになりきったり（動物にたとえると「虫」と言われたこともあるという）、怪傑黒頭巾のパロディーで「怪傑白頭巾」をしていたころは白頭巾姿の格好（相方の白丸ならぬ「クロマル」もいた）でテレビのリポーターをしていた。
リクエストのときに、蓑田和男と間違えて投稿する人がたまにいる。その時箕田は、たけかんむりの箕田ですと訂正する。また、和夫と間違えられることもあり、正確にフルネームを書いた人を褒めることがある。
若いころはやせていたが、1980年代末期から小太り気味となった。入社20年後の1998年に沖縄県出身の妻と45歳で結婚し、東京都出身のウチナーンチュとなった。結婚前後に自身が担当していた夕方のワイド番組を休み、代理のアナウンサーが結婚を伝えた。膵臓がんを患った事もあるが、初期だったため無事回復し、再発する事もなく酒を愛している。
2007年にテレビでは他系列の朝日放送（ABC）「探偵!ナイトスクープ」に、女性依頼人の思い出のラジオDJとして出演した。調査人の北野誠が「団塊花盛り!」放送中のRBCiラジオスタジオに乗り込み、北野がマイクを預かる間、箕田は依頼人が少女時代に唄った「ナイトヤングメイツ」のジングルを探し出した。なお、沖縄県で本番組はRBC本社社屋（琉球放送会館）に入居している琉球朝日放送で放送した。

## 主な担当番組

### 現在
RBCiラジオで番組を担当
- ホリデー・イン・ポップス21（日曜 14:00-17:00）

### 過去
全て琉球放送テレビ・ラジオの番組に出演、但し書きのないものはラジオ
- 日曜ちゃんこ鍋（1980年代）
- ナイトヤングメイツ（ - 1985年3月）
- ラジオジャック（1985年4月 - 1992年9月）
- ラジオ必殺かわら版（1980年代）
- みのかずのあてられっ話（1980年代）
- コムコムTVブレイク（1984年10月 - 1986年9月・テレビ）
- ロッテリアサウンドステーション（1984年 - 1993年）
- もっとはなさNIGHT（1990年代・テレビ）
- みのさんゲンさんど～んとまかちょーけー（1990年代）
- おきなわ愛ランド（1990年代・テレビ、「天下御免の中継」リポーター）
- ミノカズのドカ～ンと一発！絶好調（1992年10月 - 1995年9月）
- ワンカララジオ隊（1990年代）
- 花のニッパチど真ん中（1995年4月 - 9月）
- みのかずのウィークリーマガジン（1995年10月 - 1996年3月）
- みのかずのお気楽極楽歌謡曲（1996年10月 - 1997年3月）
- ラーの法則（1997年10月 - 1998年3月）
- みのかずのとことんワイド400（1997年10月 - 2000年3月）
- RBC歌謡ヒットチャート（1990年代）
- NAHAマラソンラジオ実況（かつてはレース途中までランナーとして走り、その後リポーターだった。一度だけ完走経験あり）
- RBCザ･グッドモーニング（2000年4月 - 2002年3月）
- 箕田和男のシャキッとi（木曜・金曜担当、6:30 - 9:00、但し2006年9月 - 2008年9月の期間は担当していなかった）
- 渡口初美の人生いろいろでぇ～びる (日曜 17:00 - 17:30）
- 沖縄県泡盛の女王選出大会（毎年旧暦の元日に放送・テレビ）
- RBCニュースi（不定期）
- RBCフラッシュニュース（テレビ、不定期）
- 村井敏朗 今、在るがまま（2018年4月 - 2019年11月、番組自体は一時休止期間を経て2020年2月に再開（パートナーも菊地志乃に交代）し現在も放送中。）
- 団塊花盛り!→プライムエイジ・アワー「箕田和男のミュージックナイト」（ - 2020年3月、火曜 21:00-23:00）
  - あの時君は若かった（ミュージックナイト内 22:05頃、かつては単独の番組だった）
- 雄大の夢圓歌（日曜 23:00-23:30）
- 聴いた！見た！話した！アナウンサーたちの沖縄復帰 (2022年5月16日）

## 楽曲
- ピエロの恋（初代・1981年、2代目・1984年、3代目・1989年、4代目・1990年、5代目・1992年）
  - バージョンが違うだけで歌詞はすべて同じ。初代はテンポがゆっくりだが、あとは普通の速さ
  - 5代目バージョンは地元酒造会社のテレビCMでも使われたことあり（当然オンエアされるのはRBCのみ）
  - 初代はレコード化されたものの、3代目以降はCD化されていない（1990年に初代～3代目バージョンは他の曲も織り交ぜたベストカセットテープをリスナープレゼントとして差し上げている。その際手作りジャケットの文字の"Minokazu"が"Minokasu"になっていた）
- いじけちゃった音頭（1982年、当時RBC新人アナウンサーだった土方浄・比嘉京子とのデュエット）
- セプレンバーレイン（9月になるとよくかかる）
- 秋行く街で
- みのゲンサンバ（1991年、沖縄民謡歌手であるゲンちゃんこと前川守賢とのデュエット曲、2000年代半ばに大ヒットしたマツケンサンバとは当然無関係。前川守賢のベストアルバムに収録）
- やじろべえ
- 恋の女神が微笑んでいる
- ルームライト
- アゲイン
- さるまた　ほか

## 関連人物
- 磯野正典 - 元東海テレビアナウンサー、大学時代からの友人
- 土方浄
- 比嘉京子
- 柳卓
- 玉城美智子
- 橋本邦彦
- 三輪真佐子
- 富原志乃
- 大田和正
- 宮城麻里子
- 黒柳徹子
- 久米宏
- 生島ヒロシ
- 狩俣倫太郎
- 志村けん - 出身高校の先輩[1]